# Brian Laudrup
Brian Laudrup (* 22. února 1969 Vídeň, Rakousko) je bývalý dánský fotbalista a reprezentant. Hrával na postu záložníka. Je mistrem Evropy z roku 1992 a společně se svým bratrem Michaelem patří mezi nejznámější dánské fotbalisty. Pelé ho roku 2004 zařadil mezi 125 nejlepších žijících fotbalistů. V 90. letech byl důležitou součástí týmu Rangers FC, který dominoval ve Scottish Premier League.
Po ukončení své fotbalové kariéry pracoval jako komentátor pro televizní stanici TV3. V roce 2010 mu byla diagnostikována rakovina lymfatických uzlin.

## Reprezentace
Zápasy Briana Laudrupa za A-mužstvo Dánska 
| Rok    | Zápasy | Góly |
| ------ | ------ | ---- |
| 1988   | 1      | 0    |
| 1989   | 13     | 3    |
| 1990   | 5      | 1    |
| 1991   | 0      | 0    |
| 1992   | 13     | 0    |
| 1993   | 9      | 2    |
| 1994   | 8      | 1    |
| 1995   | 8      | 2    |
| 1996   | 8      | 5    |
| 1997   | 5      | 3    |
| 1998   | 9      | 3    |
| Celkem | 79     | 20   |

## Statistika
| Klub            | Sezóna  | Liga   | Liga | Pohár  | Pohár | LM či EL | LM či EL | celkem | celkem |
| Klub            | Sezóna  | zápasy | Goly | zápasy | Goly  | zápasy   | Goly     | zápasy | Goly   |
| --------------- | ------- | ------ | ---- | ------ | ----- | -------- | -------- | ------ | ------ |
| Brøndby IF      | 1996    | 2      | 0    | 0      | 0     | 0        | 0        | 2      | 0      |
| Brøndby IF      | 1987    | 24     | 11   | 0      | 0     | 0        | 0        | 24     | 11     |
| Brøndby IF      | 1988    | 12     | 0    | 0      | 0     | 0        | 0        | 12     | 0      |
| Brøndby IF      | 1989    | 11     | 2    | 0      | 0     | 0        | 0        | 11     | 2      |
| Bayer Uerdingen | 1989/90 | 34     | 6    | 0      | 0     | 0        | 0        | 34     | 6      |
| Bayern Mnichov  | 1990/91 | 33     | 9    | 0      | 0     | 0        | 0        | 33     | 9      |
| Bayern Mnichov  | 1991/92 | 20     | 2    | 0      | 0     | 0        | 0        | 20     | 2      |
| ACF Fiorentina  | 1992/93 | 31     | 5    | 0      | 0     | 0        | 0        | 31     | 5      |
| AC Milan        | 1993/94 | 9      | 1    | 2      | 0     | 7        | 1        | 18     | 2      |
| Glasgow Rangers | 1994/95 | 33     | 10   | 0      | 0     | 0        | 0        | 33     | 10     |
| Glasgow Rangers | 1995/96 | 22     | 2    | 0      | 0     | 0        | 0        | 22     | 2      |
| Glasgow Rangers | 1996/97 | 33     | 16   | 0      | 0     | 0        | 0        | 33     | 16     |
| Glasgow Rangers | 1997/98 | 28     | 5    | 0      | 0     | 0        | 0        | 28     | 5      |
| FC Chelsea      | 1998/99 | 7      | 0    | 0      | 0     | 4        | 1        | 11     | 1      |
| Copenhagen      | 1999    | 12     | 2    | 0      | 0     | 0        | 0        | 12     | 2      |
| AFC Ajax        | 1999/00 | 31     | 13   | 0      | 0     | 0        | 0        | 31     | 13     |
| AFC Ajax        | Celkově | 342    | 84   | ?      | ?     | ?        | ?        | ?      | ?      |

## Úspěchy

### Klubové
- 2× vítěz dánské ligy (1987, 1988)
- 1× vítěz italské ligy (1993/94)
- 3× vítěz skotské ligy (1994/95, 1995/96, 1996/97)
- 1× vítěz skotského poháru (1995/96)
- 1× vítěz skotského ligového poháru (1996/97)
- 1× vítěz Ligy mistrů (1993/94)
- 1× vítěz evropského superpoháru (1998)

### Reprezentace
- 1× na MS (1998)
- 2× na ME (1992 – zlato, 1996)

### Individuální
- 4× dánský Fotbalista roku (1989, 1992, 1995, 1997)[4]
- 1× skotský Fotbalista roku dle hráčské asociace SPFA (1994/95)
- 2× skotský Fotbalista roku dle novinářské asociace SFWA (1994/95, 1996/97)[5]